# Tomanowy Potok
Tomanowy Potok, dokładniej Tomanowy Potok Polski – jeden z głównych dopływów Kościeliskiego Potoku w Tatrach Zachodnich, zbierający wodę z Doliny Tomanowej. W górnej części doliny brak powierzchniowych cieków wodnych, niewielkie wycieki pojawiają się tylko w Kamienistym Żlebie i Czerwonym Żlebie. Właściwe źródła Tomanowego Potoku znajdują się na wysokości 1405 m w morenach Doliny Suchej Tomanowej, poniżej jednak potok gubi wodę w przepuszczalnym podłożu. Stały potok, płynący nawet podczas najbardziej suchych lat, pojawia się dopiero poniżej Niżniej Polany Tomanowej, po zasileniu dopływem spod Nadspadów. Dopływami Tomanowego Potoku są potoki wypływające z dolin spod grani głównej Tatr. Prawdopodobnie zasilany jest też podziemnymi przeciekami ze Smreczyńskiego Stawu. Brak natomiast dopływów prawostronnych z krasowych obszarów. W rejonie Polany Smytniej, na wysokości 1075 m łączy się z Pyszniańskim Potokiem.
Powierzchnia zlewni wynosi 6,308 km², długość potoku 2,86 km, a średni spadek 8%. Koryto wyżłobione jest w materiale akumulacyjnym, koryta dopływów natomiast docierają do stałego podłoża skał krystalicznych. Występują liczne załamania spadku.

## Szlaki turystyczne
wzdłuż potoku, na znacznej jego długości prowadzi zielony szlak z Doliny Kościeliskiej przez Dolinę Tomanową i Czerwone Żlebki na Chudą Przełączkę. Czas przejścia: 3 h, ↓ 2:10 h.